# Follow / Swallow
Singles de Crystal Fighters
In The Summer
(2010) At Home
(2011)
Follow / Swallow est le 4e single du groupe anglo-espagnol de musique électronique Crystal Fighters sorti le 27 septembre 2010 sous le label Zirkulo. Extrait de l'album studio Star of Love (2010), la chanson est écrite et composée par Crystal Fighters. Le clip de  Follow est réalisé par Ian Pons Jewell, alors que le clip de Swallow est réalisé par Tobias Stretch,.

## Liste des pistes
| 1.    | Follow                                 | 03:16 |
| 2.    | Swallow                                | 04:31 |
| 3.    | In The Summer (Brookes Brothers Remix) | 05:15 |
| 13:02 |                                        |       |

## Classement par pays
| Chanson | Classement (2010)                          | Meilleure position |
| ------- | ------------------------------------------ | ------------------ |
| Follow  | Royaume-Uni Top 40 NME Singles             | 22                 |
| Follow  | Belgique Top 50 Ultratip (Wallonie)        | 20                 |
| Follow  | Belgique Top 50 Ultratip: Dance (Wallonia) | 39                 |
| Follow  | France SNEP                                | 40                 |
| Swallow | Royaume-Uni Top 40 NME Singles             | 27                 |